# Encarnación
Encarnación est une ville du Paraguay, capitale du département d'Itapúa, située dans le sud-est du pays sur la rive droite du río Paraná. Elle a été fondée par le jésuite San Roque González de Santa Cruz.
C'est un pôle économique et commercial important du Paraguay qui maintient des liens étroits avec sa voisine, la ville argentine de Posadas, à laquelle elle est reliée par le grand pont San Roque González de Santa Cruz sur le río Paraná.

## Hydrographie
En plus du Paraná, il existe dans les environs de très nombreux ruisseaux (ou arroyos), et parmi eux, le Mbóicae, le Poti, et le Santa María.

## Climat
Encarnación a un climat subtropical sans saison sèche avec de fortes précipitations.
La température moyenne annuelle est de 22 °C, la minimale en hiver est de 17 °C, et les moyennes maximales d'été atteignent 28 °C.